# تونواتلیادا
تونواتلیادا (به لاتین: Tunoathliyadda) یک منطقهٔ مسکونی در سری‌لانکا است که در استان مرکزی (سری‌لانکا) واقع شده‌است.